# 赤福餅
赤福餅（あかふくもち）は、三重県伊勢市に構える和菓子屋「赤福」を代表する商品である。餅菓子であり、いわゆるあんころ餅の一種。餅を漉し餡でくるんだもので、漉し餡には3つの筋がつき、五十鈴川の川の流れを表しているとされる。
「ええじゃないか」のテレビCMと「赤太郎」というキャラクターで知られる。中京・近畿圏のJR線主要駅や近鉄沿線の特急停車駅、サービスエリア、百貨店、空港売店など広範囲に発売されている（遠くは岡山県でも販売された）。
伊勢神宮内宮前のおかげ横丁には茶店風の本店がある。例年、夏場には「赤福氷」という抹茶氷に赤福餅を入れたものが供される。冬場には赤福の餅と餡を使った「ぜんざい」が供される。この「赤福氷」と「赤福ぜんざい」は、本店のほかに、伊勢志摩地区・名古屋地区・大阪地区の一部の直営店でも季節限定品として供されている。

## 来歴
赤福経営者である濱田氏は、濱田ます（8代当主・種三の妻、企業としての赤福初代社長）の口述によると、先祖は応永年間（1394年 - 1427年）に宇治に移住してきた。それ以前のことは不明である。
赤福の正確な創業年は不明だが、江戸時代初期には皇大神宮（伊勢神宮内宮）前、五十鈴川のほとりですでに「赤福」の屋号を持つ餅屋を営んでいたといわれる。1707年（宝永4年）執筆、1708年（宝永5年）刊行の市中軒の浮世草子『美景蒔絵松』に、伊勢古市の女が「（恋仲になった男が）赤福とやら青福とやら云ふあたゝかな餅屋に聟に入りを見向きもしなくなってしまい、その裏切りがくやしうて泣いております」と嘆いたという話があり、これが「赤福」の屋号の初出である。そのため、現在は1707年（宝永4年）を赤福の創業年としている。
また、薗田守理『秘木草紙』によると、古老の話として、昔の赤福はささやかな店で、今の濱田氏と血縁のない浜田という老女が経営していたという。
「赤福」の名は1895年（明治28年）の『神都名勝誌』では、餡を入れた餅を大福と呼ぶ対比として、赤い餡をつけた餅であるから「赤福」と称したと推察している。1929年（昭和4年）の『宇治山田市史』ではこの説を採用し、その他の説はこじつけであるとしている。赤福のホームページではまごころ（赤心）をつくすことで素直に他人の幸せを喜ぶことができる（慶福）という意味の「赤心慶福」（せきしんけいふく）に由来するとしている。言い伝えによると、京都から来たお茶の宗匠があんころ餅を「赤心慶福」と讃え、創業者の治兵衛がそれを聞き屋号と製品名に採用したという。名前の「赤」にちなんで包装も商品名のロゴも赤いが、菓子自体の色は厳密には小豆色であり赤ではない。

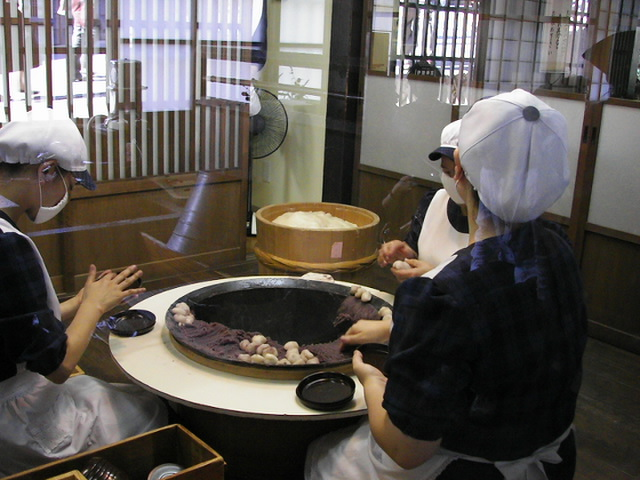
赤福もち製造風景。現在は、手作りは本店での喫食分などに限られる。

当初は、砂糖を使っておらず、塩味の餡であった。1727年、江戸幕府の8代将軍、徳川吉宗が砂糖の原料となるサトウキビの栽培を奨励し、砂糖の生産高が増えたことから、赤福も次第に黒砂糖餡を使うようになった。上流階級に対してのみ普及していた黒糖餡であったが、天保年間に薩摩藩が大坂市場で黒糖を流通させて以来、黒糖餡が一般化した。1911年（明治44年）、昭憲皇太后（明治天皇の皇后）が神宮参拝の折、赤福餅を注文した。赤福は、甘みと灰汁の強い黒砂糖餡では、「皇后陛下のお口に合わないのではないか」と案じ、白砂糖餡の特製品を献上した結果、無事好評を博したという。この結果、一般販売にも白砂糖餡を使うようになり、現行の赤福餅が完成した。赤福では、昭憲皇太后の注文を受けた5月19日を「ほまれの日」と定め、包装紙にも「ほまれの赤福」と称するようになった。しばらくの間は、黒砂糖餡を「赤福」、白砂糖餡を「ほまれの赤福」として販売していたが、その後、後者に統一された。なお消費期限および製造日、原材料表示偽装事件（製造後冷凍していたものを、随時解凍した際の日付で製造日を改竄していた）発覚後、営業再開した新パッケージでは、「ほまれの」という文字は削除された。なお現在、パッケージの包み紙には「ほまれ」の文字が記載されている。
本店での店頭では、手作りの実演販売がされているが、現在は手作り品はその場で提供する分など一部に限られる。包装品は原則として工場生産である。工場は1977年（昭和52年）より、本店そばから伊勢市朝熊町に移転した。さらに、朝熊町の工場は操業能力や津波対策に問題があるとして、2019年度（令和元年度）には伊勢市神薗町の神薗工業団地への再移転工事が始まる予定である。
赤福は、「赤福」「ほまれの赤福」を併売していた時期などを別にすると、原則として通年販売は1種類のみだった。2018年7月15日、前年の全国菓子大博覧会で好評だった「白」、かつて販売していた黒砂糖餡の「黒」、そして新製品として大麦若葉で色をつけた（冬期はヨモギを使用）「緑」を追加し、従来の「赤」とあわせて4種類の赤福をセットにした「いすず 野あそび餅」を販売開始した。2019年5月20日からは、とうもろこしで色をつけた「黄」を発売予定である。「いすず 野あそび餅」は、五十鈴川店のみ販売となる。

## 歴代社長
赤福社長
- 濱田ます：1954年 - 1968年
- 濱田益嗣：1968年 - 2005年
- 濱田典保：2005年 - 2014年
- 濱田勝子：2014年 -2024年10月
- 濱田朋恵 2024年〜現職

## パッケージと製品表示
商品包装紙の上面には伊勢神宮の神殿と内宮前の宇治橋が、底側には赤福にちなんだ俳句が記されている。子規と虚子の句と包装にあるが、正岡子規については出典不明であるという。また箱の中には、「伊勢だより」というその日にちなんだ文章と絵の入った紙片が入っており、500種類ほどある。
保存料を使わない生菓子であり、本来の消費期限は夏期は製造年月日を含め2日間、冬期は3日間である。創業300年となった2007年に、冷凍保存していた製品を、解凍日を製造年月日として出荷していたこと、さらに売れ残り商品の再利用をしていたことが明るみに出た。三重県が10月19日より「赤福」を無期限の営業禁止処分としたことで（2008年1月30日に解除）、経営問題に発展した。このことについては、後掲消費期限および製造日、原材料表示偽装事件を参照。
2008年度は、2月6日の販売再開時から5月16日までの間と、同年10月11日から翌年2009年5月17日までが冬季用の消費期限設定に、2008年5月17日より10月10日までの間は、夏季用の消費期限が設定された。また折箱や銘々箱の帯封は、冬季用が臙脂色、夏季用が水色となっている。原材料表記も「砂糖・小豆（北海道産）・餅米（国産）」と書かれているのは共通であるが、冬季用は「糖類加工品（大豆を含む）」を使用している旨が追記されているのに対し、夏季用は表記の原材料のみの使用のため、追記は除外されている。
なお2008年2月6日の営業再開時から3月末までは前述の「伊勢だより」に替えて、不祥事のお詫びと営業再開についての挨拶文が入れられていたが、4月1日より「伊勢だより」が再び入れられるようになった。またこの「伊勢だより」には社長名も入れられていたが、不祥事後の営業が再開されてからは社長名は入れられていない。また2008年5月17日より、包装紙に記載される製造年月日（「謹製」と表示）と消費期限の年月日の表示も、これまでの西暦表示から、元号表示に変更された。
上記の消費期限の設定や配達日数の関係もあり、地方配送は例年、気温の高い6〜10月の間以外のみ対応している（なお、新型コロナウィルスによる、航空便の輸送が減少しているため、2023年5月現在、青森県・秋田県への配送は休止扱いとなっている）。

## コマーシャル
長年、赤太郎という侍をイメージしたマンガのキャラクターがCMに登場し「伊勢の名物・赤福餅はええじゃないか」のCMソング（作曲：宮崎尚志・歌：藤田まこと、成田賢ほか）とともに人気を博した。また、このCMソングをオフヴォーカルで使った企業イメージCMも、名古屋（主に東海テレビ）・大阪（主にABCテレビ）地区を中心に放映された（「赤福伊勢だより」シリーズなど）。
赤太郎のキャラは、三重県の県域新聞社・伊勢新聞（朝刊専売）の1面題字下に赤福提供で連日掲載していた「まんが天気予報」にも登場した。これは三重県を北中部、南部、伊賀の3地域に分けて天気予報を掲載し、それに関連した赤太郎のイラストを掲載していたというもの。ほかに週刊文春、週刊新潮に広告を掲載。また、伊勢市・鳥羽市・志摩市周辺の国道沿いや近鉄の駅には赤福の広告看板が多数設置されている。
赤太郎の生年月日はテレビCMを開始した1963年5月19日生まれとしている。性格：明朗、情け深い、ドジ。
なお、後述する消費期限および製造日、原材料表示偽装事件のため、一時期、これらのCM・広告掲載は自粛した（伊勢新聞の天気予報記事も中止）。

## 朔日餅（ついたちもち）

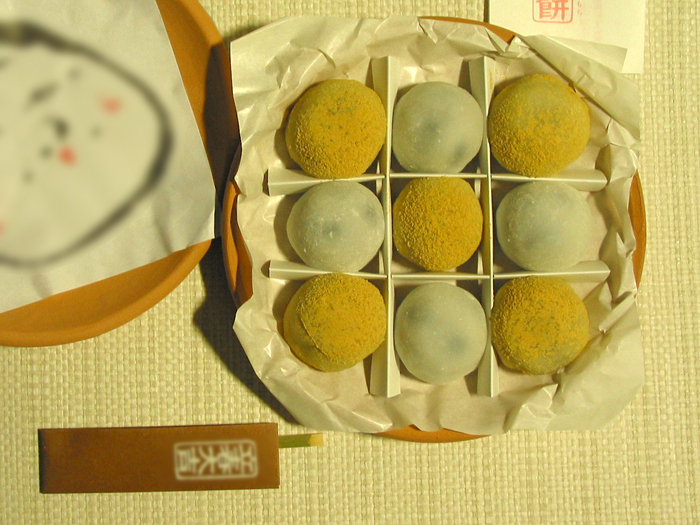
朔日餅の例
立春大吉餅（2月）

1月を除く毎月1日にその月にちなんで発売される餅。
朔日参りの参拝客へのもてなしに1978年に発売開始した。朔とは太陰太陽暦こと和暦の旧暦における新月である月の第1日目のこと。開始当時は、店内での提供のみであったが、のちに持ち帰り用が発売されるようになった。
現在では、本店および四日市市・名古屋市・大阪市・神戸市にある百貨店内の直営店で、予約販売をするようになった。
2020年は新型コロナウイルス感染症の流行 により、5月から7月まで、販売を休止したが、8月より再開した。

## 企業としての赤福
社長は12代目（企業化4代目）の濵田勝子（はまだ まさるこ。株式会社初代社長・濵田ますの孫である益嗣の妻。安保正敏の三女。前社長・濵田典保の母）。2014年4月23日より現職。非上場企業であり、赤福の発行済み株式は濵田一族が大株主の濱田総業が84%を保有。残りは益嗣と典保が二分している。
企業としても、伊勢市における影響力は近鉄グループと並んで大きく、10代目・2代社長で前会長の濵田益嗣は伊勢商工会議所会頭を兼ねていた（消費期限偽装問題の責任を取って会長は2007年10月31日付で、会頭は同じく10月18日付で辞職）。その際、2007年5月にJR東海の参宮線を2013年の式年遷宮前に廃線にし、伊勢市駅構内の車両基地を駐車場にする意向を発言して、物議を醸したこともあった。伝統企業の国際組織であるエノキアン協会会員企業である。
2013年2月28日には、新設のサッカー場「伊勢フットボールヴィレッジ」のピッチ2面とクラブハウスなどを伊勢市へ寄贈した。総事業費15億円中、13億円を赤福が負担している。2007年の当初計画では7面のピッチを計画していたが、次項の消費期限および製造日、原材料表示偽装事件により計画を中断。5面に縮小した上で、2011年より工事を再開して完成させた。『日本経済新聞』によると、サッカー場への出資は典保が主導で行った。
11代目・3代社長の濵田典保（益嗣の子）は2005年10月就任し、益嗣の辞職後は代表権を持ち名実ともに経営の実権を握った。このとき、外部から会長として玉井英二を迎えている。しかし2014年4月23日、赤福は臨時株主総会で典保を退任させ、益嗣の妻である勝子を後任社長に選任した。平取締役として赤福に留まっていた玉井も退任した。『毎日新聞』によると、関係者の話として、典保は「家業から企業へ」を掲げて近代的な企業経営への転換を図り、2008年に64億円だった売上高を2013年には92億円に押し上げたが、そこで従来の「家業型」経営を重視する益嗣と対立し、典保の実質的な解任劇に及んだという。典保は代表権のない会長に棚上げされた。赤福は社長交代について、4月23日付で「経営体制変更のため」と発表した。公式サイトでは、代表者・勝子は「代表取締役社母兼社長」という肩書で表示されている。
2017年開催の第27回全国菓子大博覧会・三重（お伊勢さん菓子博2017）では、濵田典保が実行委員長を務めた。赤福は、白小豆を使用した白い赤福とセットの「祝盆」などを限定品として販売した。典保によると、当初は津市での開催予定だったが、伊勢市への誘致に成功した。また、前回の第26回菓子博は伊勢市開催が内定していたが、赤福の偽装事件などの影響で開催できなくなり、広島市での開催に代わった経緯があったという。
同年11月24日付で、濵田益嗣が代表取締役会長に復帰した。関係者によると、同日の株主総会で、赤福の持株会社である濵田総業（濵田益嗣会長）より、益嗣の役員選任が提案され、承認された。勝子も引き続き代表権を持ち続ける。前会長の典保は顧問となった。
関連企業である酒造メーカーの伊勢萬が濵田益嗣の指示で長年にわたり、山口組系の指定暴力団に対して代紋入り焼酎を製造・販売していたことが発覚し、濵田益嗣が2020年1月16日付で代表取締役会長を再度退任していたことがテレビ東京などによる取材で判明した。その余波を受け、全国各地の物産展での販売中止が相次いでいる。さらに2020年2月27日のテレビ東京の報道にて、2012年12月時点で外部の弁護士から暴力団との取引について問題点を指摘されていたにもかかわらず、7年以上にわたって隠蔽していた事実が明らかとなった。
毎年正月早朝に東海テレビ制作・フジ系全国ネットで放送される『伊勢神宮雅楽』では、東海テレビのみ赤福1社提供となっている。

## 不祥事

### 消費期限および製造日、原材料表示偽装事件

#### 経緯
2007年10月12日、食品の品質表示などを定めた農林物資の規格化及び品質表示の適正化に関する法律（JAS法）違反容疑で農林水産省および伊勢保健所の立ち入り調査を受けていることがわかった。関係者によれば、夏場に製造日と消費期限を偽ったことがあると伊勢保健所に情報が入り、その結果、9月19日より農水省と伊勢保健所が任意調査を行ったという。
赤福は出荷の際に余った餅を冷凍保存して、解凍した時点を製造年月日に偽装して出荷していた。赤福は、解凍しての再包装を「まき直し」と称していた。
偽装は、未出荷のものもあれば、配送車に積んだまま持ち帰ったものもあった。さらには回収した赤福餅を、餅と餡に分けて、それぞれ「むき餅」「むき餡」と称して、自社内での材料に再利用させたり、関連会社へ原料として販売していた事実も発覚した。
偽装品の出荷量は、2004年9月1日から2007年8月31日までの間に、605万4,459箱（総出荷量の約18%）に上り、これ以外の期間にも日常的に出荷していた。10月18日23時、赤福側が緊急会見を発表し、売れ残った商品を製造日を偽装再出荷したことを認めた。
これは食品衛生法違反行為であり、農林水産省は本社工場などを強制調査する方針。これを受けて三重県は行政処分として19日より無期限営業禁止処分方針を決めた。また、原材料表示では、使用した重量順に「砂糖、小豆、もち米」と表示すべきところを、「小豆、もち米、砂糖」と表示していた。ただし、赤福のまき直し行為は十数年前から地元保健所が把握しており、JAS法担当部署に連絡しなかった不作為行為が発覚した。行政責任も問われている。
この問題が発覚後、三重県内や名古屋市、大阪市など東海・近畿の駅売店、百貨店などでは赤福餅の販売を自粛し、伊勢市の赤福本店は臨時休業となった。また、時事通信によれば、製造日偽装は34年前から行っていた。さらに『日本経済新聞』は、少なくとも40年前（1967年ごろ）から偽装を始めていたと報じた。
10月31日付で濱田益嗣が会長職を辞任したあと、12月14日に玉井英二を新会長とするなどの新人事を発表した。しかし、濱田典保は社長を留任した（ただしそれ以外の濱田一族は取締役を退任）。加えて前会長の益嗣は、いくつかの会合で「新会長は飾りもので、2、3年もすれば、自分が会長に復帰する。自由の身の今の間に、関連会社をばんばん作る」と発言したという。その後の典保退任などについては#企業としての赤福を参照。
また、赤福は11月12日にJAS法を根拠とした東海農政局の指示に従って、改善報告書を提出した。『中日新聞』は報告書の開示を求めたが、東海農政局は目次などを除き大部分を塗り潰して公開し、また添付資料の公開には応じなかった。東海農政局は、「赤福の競争上の地位や利益を害する恐れがある」「公にすることが前提となれば、（企業が記述する）報告書の内容が不十分になる恐れがある」などの理由を挙げた。
神宮への初詣でにぎわう正月は書き入れ時だが、2008年正月の営業再開は断念した。ただし、おかげ横丁運営の「伊勢福」など、関連企業のほとんどは通常通りに営業された。
赤福本体ではその間に、冷凍設備の撤去や、老朽化した設備の改修などを進めた。製造ラインには新たに、製品の再包装・再出荷と言った不正行為を防止するために、製造年月日（「謹製」と表示）を包装紙だけでなく、折箱の側面にも印刷する印字装置も設置された。
三重県に1月中に完了の報告がなかったため、営業再開は2月の見込みとなった。偽装発覚前、赤福餅は直営21店、委託（駅、サービスエリア、土産物店など）307店で販売されていたが、営業再開後は当面、直営21店のみでの販売予定も明らかになった。
1月25日、改善作業の終了を伊勢保健所に報告。1月28日より、伊勢保健所は営業解禁に向けた最終確認のため立ち入り検査を行った。

#### 営業再開と現在の販売体制
2008年1月30日、三重県は赤福に対し営業禁止処分を解除した。これを受けて2月6日より、本店・内宮前支店・五十鈴川店の伊勢市内直営3店で、続いて2月12日より、松坂屋名古屋本店とジェイアール名古屋タカシマヤ内の直営店「赤福茶屋」で営業を再開した。
上記名古屋市内の「赤福茶屋」2店において、不祥事発覚以前は、名古屋営業所で製造された赤福餅が出されていたが、現在は伊勢市内の本社工場で製造された赤福餅が出されるようになった。
3月3日からは、近畿・東海2府5県にある、12の直営店（百貨店の和菓子売り場が中心）と、120の委託販売店（JR・近鉄の主要駅や空港の売店の一部、高速道路の一部サービスエリアなど）で販売が再開された。
委託販売店の再開はその後も続き、3月10日に13店、4月は1日に49店と21日に9店、5月は12日に8店と19日に14店が再開した。さらに6月は4日に直営2店と委託3店、23日には委託5店が、7月は7日に委託2店、10日に直営1店、21日に委託3店が、8月4日には委託1店が再開した。
9月は既存の委託2店が販売を中止した代わりに、10月に委託2店が新たに販売を再開した（いずれも店舗周辺の改築のため）。11月と12月にも、それぞれ委託店が1店ずつ再開した。
2009年は委託販売店が、2月と3月に各1店ずつ、4月に2店が新たに販売を開始したことにより、同時点で直営20店・委託233店の計253店にて販売されている。濱田典保社長によると、2009年2月の段階で、一昨年（の偽装発覚以前）に比べ、7割程度まで売上が回復したが、製造の3%は売れ残りとして廃棄処分となっているという。
なお、その他の店舗での販売の再開、ならびに百貨店などでの特別販売については、「取引先の要請があれば」準備をすすめ次第、逐次再開するとしている。そんな中で久々の特別販売として、2008年10月15日から24日までの間、三越日本橋本店の催事場にて特別販売が行われた。
また地方配送については、2008年10月8日より、伊勢志摩地区の直営店（本店・内宮前支店・五十鈴川店・二見支店・鳥羽支店・伊勢市駅売店・宇治山田駅売店）と宅配係の直通電話にて、10月11日発送（12日到着）分以降の受付を再開した。また2009年3月6日より、赤福のホームページにて宅配の受付（3月7日発送（8日到着）分より）も行われた。ただし、発送ができるのは12個入りの中折箱のみであった。なお、2008年度の宅配の受付は、2009年5月15日受付（5月16日発送（17日到着））分で終了した。保存の問題上、6月から9月まで夏季の間、地方配送は行われていないので注意が必要である（2009年度以降も、10月から翌年5月までの対応としている）。
朔日餅については、2009年3月1日より、毎月1日の販売を再開した。

#### 関連会社の問題
問題発覚以前から、関連会社を含めて製造年月日などに関する赤福餅に対する疑惑がなかったわけではない。「余った餅を、関連企業のマスヤのおにぎりせんべいに再利用している」という都市伝説が存在し、マスヤと赤福が公式に否定したことがあった。マスヤの回答にあるように、赤福餅はもち米、おにぎりせんべいは粳米を使用しており、両者の融通はあり得ない。ただしその後の調査で、マスヤより分社した和菓子製造部門の「和菓子の万寿や」において、「むきあん」の再利用が発覚した。「むきあん」は2000年5月から2007年1月の間、あんの3割に使われていた。これを受け、万寿や製品を販売していた小売店は販売を自粛。万寿やはCSR委員会を設置し、コンプライアンスなどの再認識を行った。2008年1月より、小売店の多くは万寿や製品の取り扱いを再開した。
なお、万寿やは生活協同組合に、朔日餅の廉価版的存在である「一週餅」を卸している。この製品については、初めから冷凍食品として販売され、むしろ冷凍技術の優秀さをアピールしていた。「むきあん」使用発覚にともない、「一週餅」の販売も中止された。その後、ほかの製品とともに取り扱いを再開したが、売れ行き低迷で2014年から年4回の「四季のおくりもの」に改められた。
また、2007年12月11日、同じく関連企業の「益屋本店」も賞味期限切れの和菓子を販売していたことが判明。特に、本店の喫茶スペースで販売された和菓子は9割が賞味期限切れだった。同社は12月7日付で和菓子販売の廃業を届け出て、会社の清算を表明したため、三重県は処分を見送った。

## 関連企業

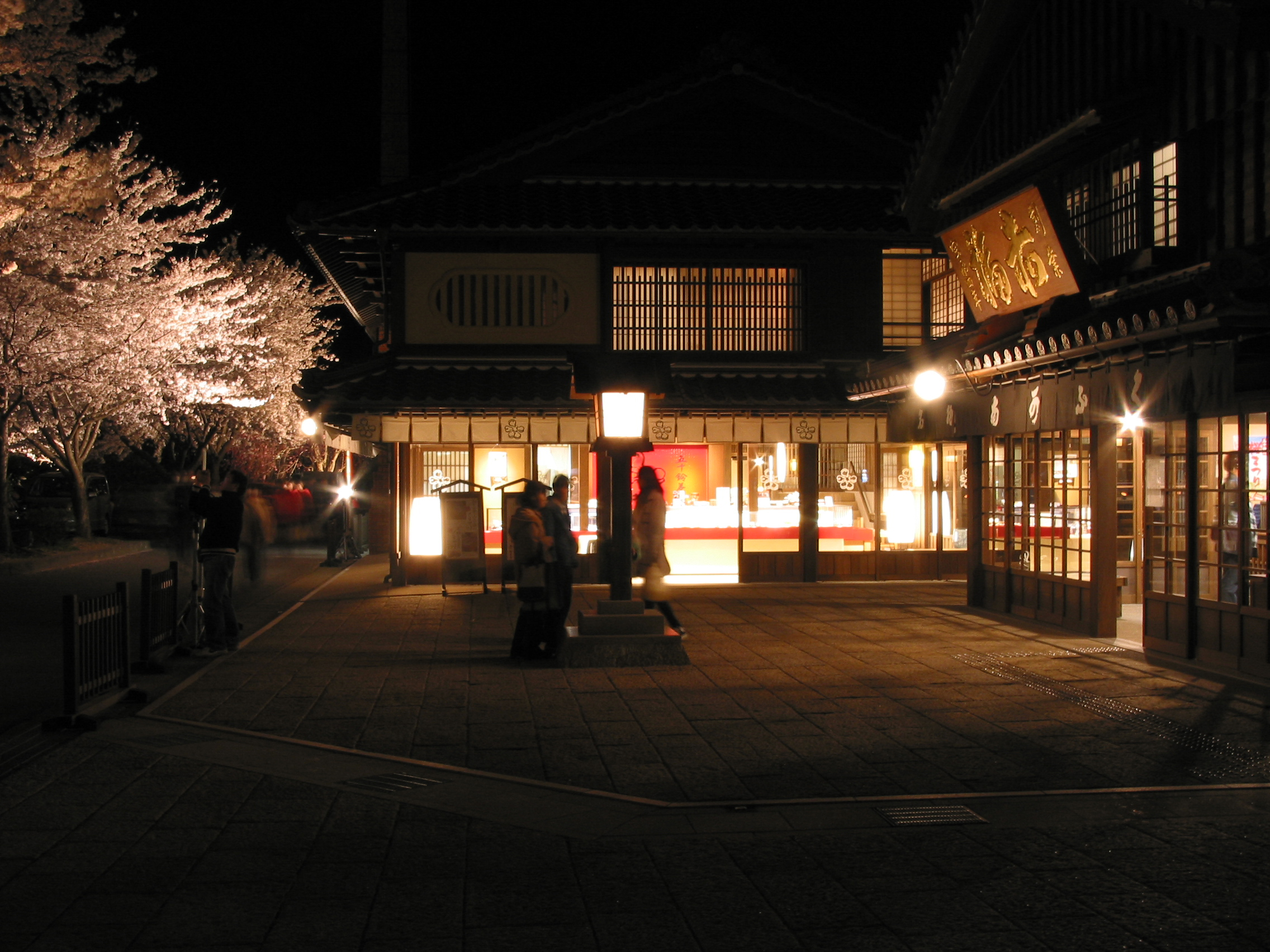
赤福（右）と五十鈴茶屋（中央）の各五十鈴川支店

- 濱田総業 - グループ持株会社、商標・不動産管理
- 伊勢福 - 「おかげ横丁」企画運営
- 伊勢禄 - 中華料理店「陶陶」、イタリア料理店「ロッソアンティーコ（ROSSO ANTICO、閉店）」などのレストラン経営、不動産管理
- 濱田カンパニー - 菓子箱製造・販売
- もめん屋藍 - 松阪木綿専門店
- 伊勢ガードシステム - 警備保障業務
- IXホールディングス - IXマスヤグループを統括する中間持株会社
  - マスヤ - 米菓製造・販売
  - 伊勢萬 - 酒造・販売。
  - 伊勢萬トレーディング - 物販・輸出入
  - エムケイ・コーポレーション - 高齢者生活支援サービス
  - 日乃本米菓製造 - 米菓製造
  - 志摩地中海村 - リゾート施設運営、濱田総業の子会社[48]
  - オランジェ - ブライダルカフェの経営
  - 伊勢志摩ツーリズム - 旅行業
  - 万寿家（天津）食品有限公司 - マスヤの天津市現地法人、菓子製造・販売
  - 萬壽家國際（香港）有限公司 - マスヤの香港現地法人、食品商社
- 三翠商務信息咨詢（上海）有限公司 - マスヤの上海市現地法人、商社
- 五十鈴茶屋 - 赤福の一部門である和菓子専門店。季節に合わせた和菓子を販売

## 類似の製品
赤福に似た形状のあんころ餅は各地にある。中でも「御福餅」は赤福と同様、江戸時代に創業し、伊勢市で製造・販売されているあんころ餅である。波形の形状も赤福とそっくりであり、ピンク色基調のパッケージも赤福と同様であるが、まったく別の会社の製品である。ほかに三重県伊賀市の名阪国道下り線の伊賀インターチェンジ横にある伊賀ドライブインでは「伊賀福」と称する類似品が発売されている。これは赤福に比べ餡の色が薄く甘さも控えめである。名古屋市天白区の朝倉商店が製造している「名福餅」という商品もあり、こちらは西名阪自動車道の香芝サービスエリアなどで購入できる。
『赤福のこと』によると、明治から大正にかけて、赤福の類似品が乱立し、時には赤福の前に店を出して挑んできた業者もあった。1875年、赤福本店の北隣に「さるお金持ちがたいそう立派な店をお建てになり」類似品の店を出したが、1年あまりで結局撤退した。1877年、五十鈴川河畔にあった当時の本店が水害で浸水すると、かえって元ライバル店の敷地を買収し、改築して本店を移転した。これが現在の赤福本店である。松阪の豪商・長谷川可同は餅に関する蒐集をして「餅舎（もちのや）」という資料館で公開していたが、餅舎所蔵の『餅札集』によると、松阪に「あかふく」「赤福餅」、名張に「伊賀赤福餅」「福餅」などがあり、宇治山田（現在の伊勢市）、二見、鳥羽などでは「赤ふく」「あか福」「日乃出赤福」「赤福鶯もち」「鳥羽赤福」など多くの類似品が存在した。赤福側はそれらの類似品に自粛を求めたり、あるいは商標を買い取るなどして対抗した。昭和に入り、類似品対策に「赤」「福」のつく80種の商標を登録した。
2014年現在の赤福は、これらの類似品について「その件に関しまして、私ども赤福本社は、特に申し上げることもございません」と回答している。

## ギャラリー

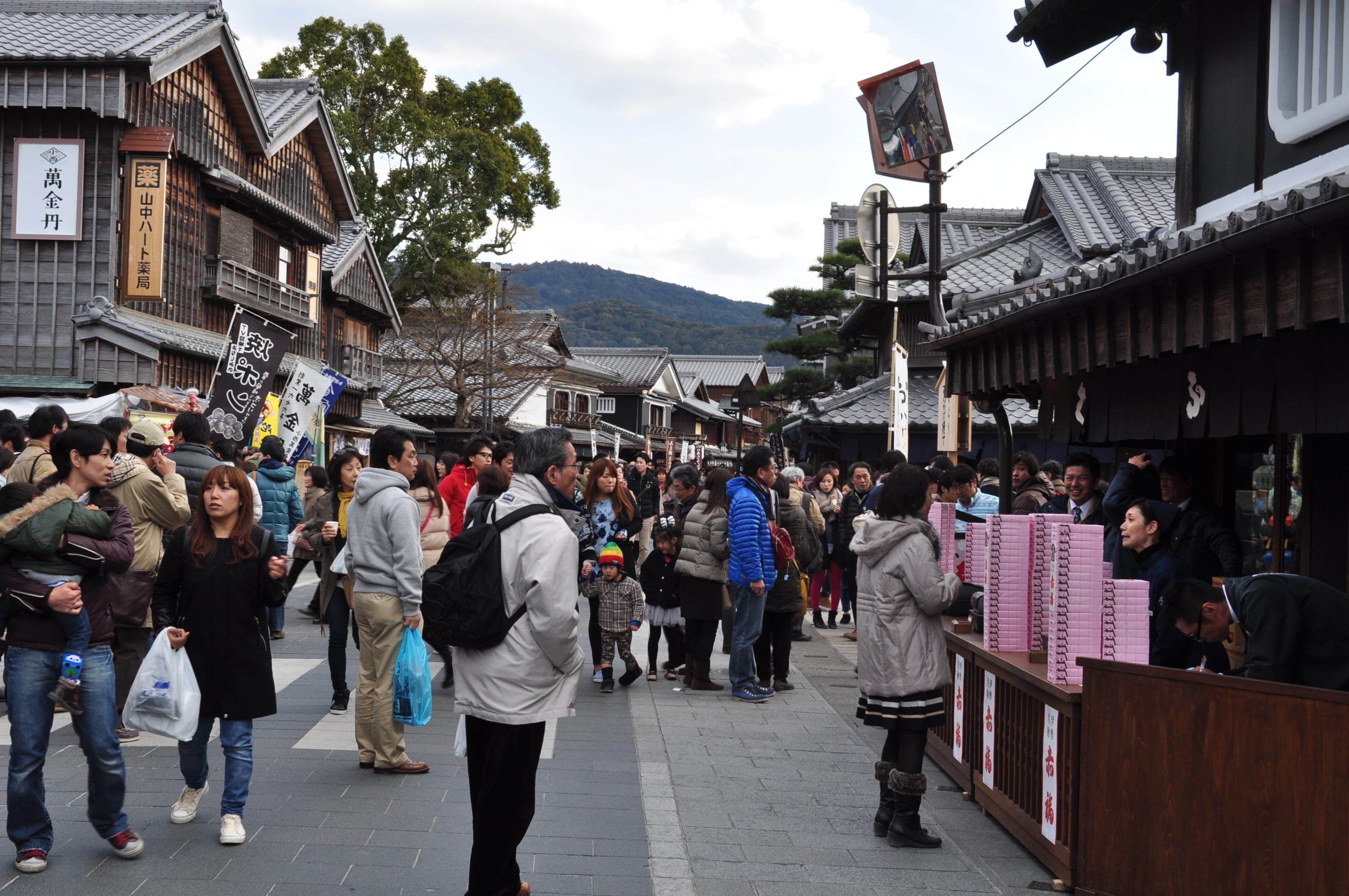
赤福の店先（2014年3月8日撮影）
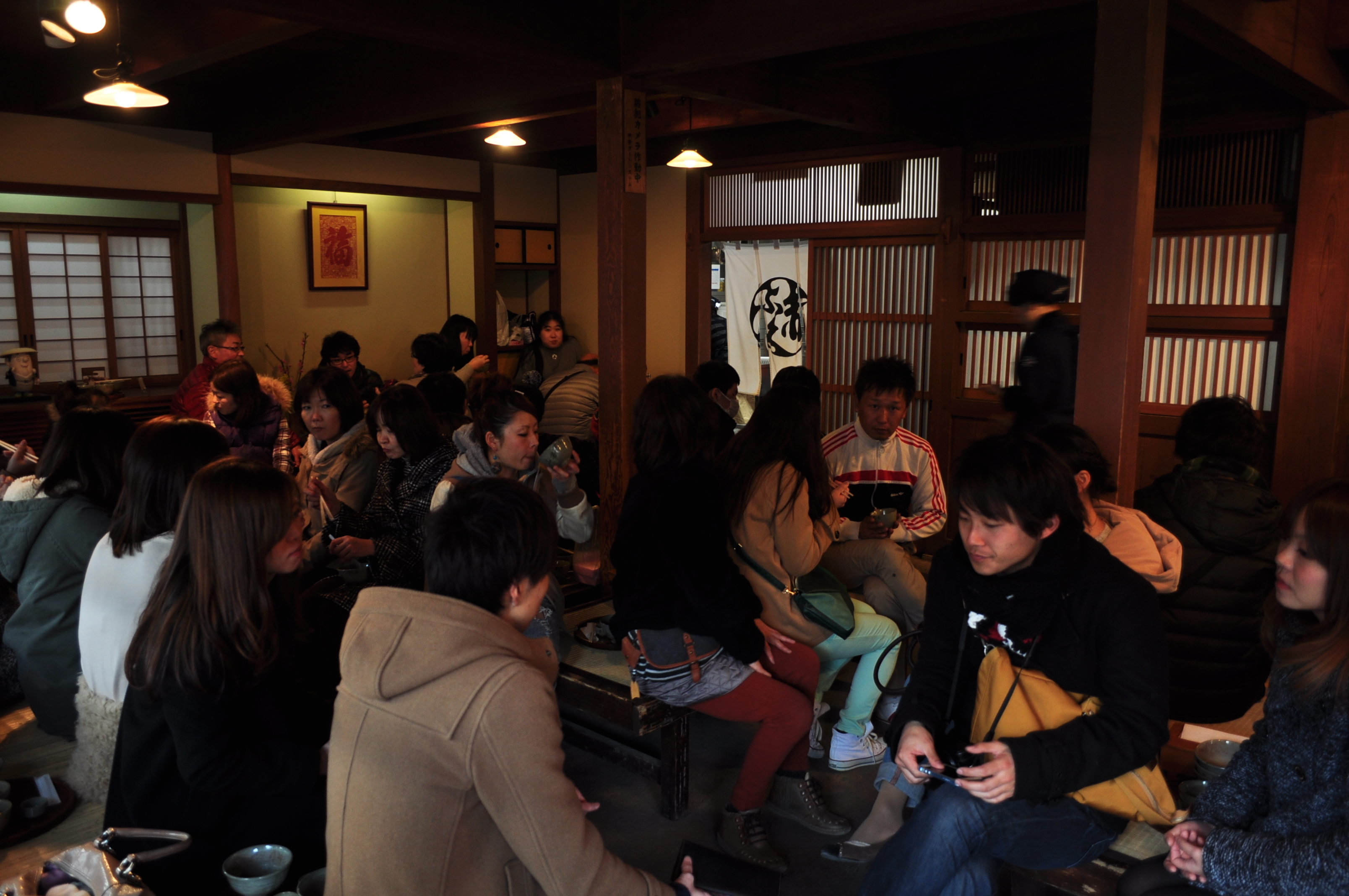
赤福の店内（2014年3月8日撮影）
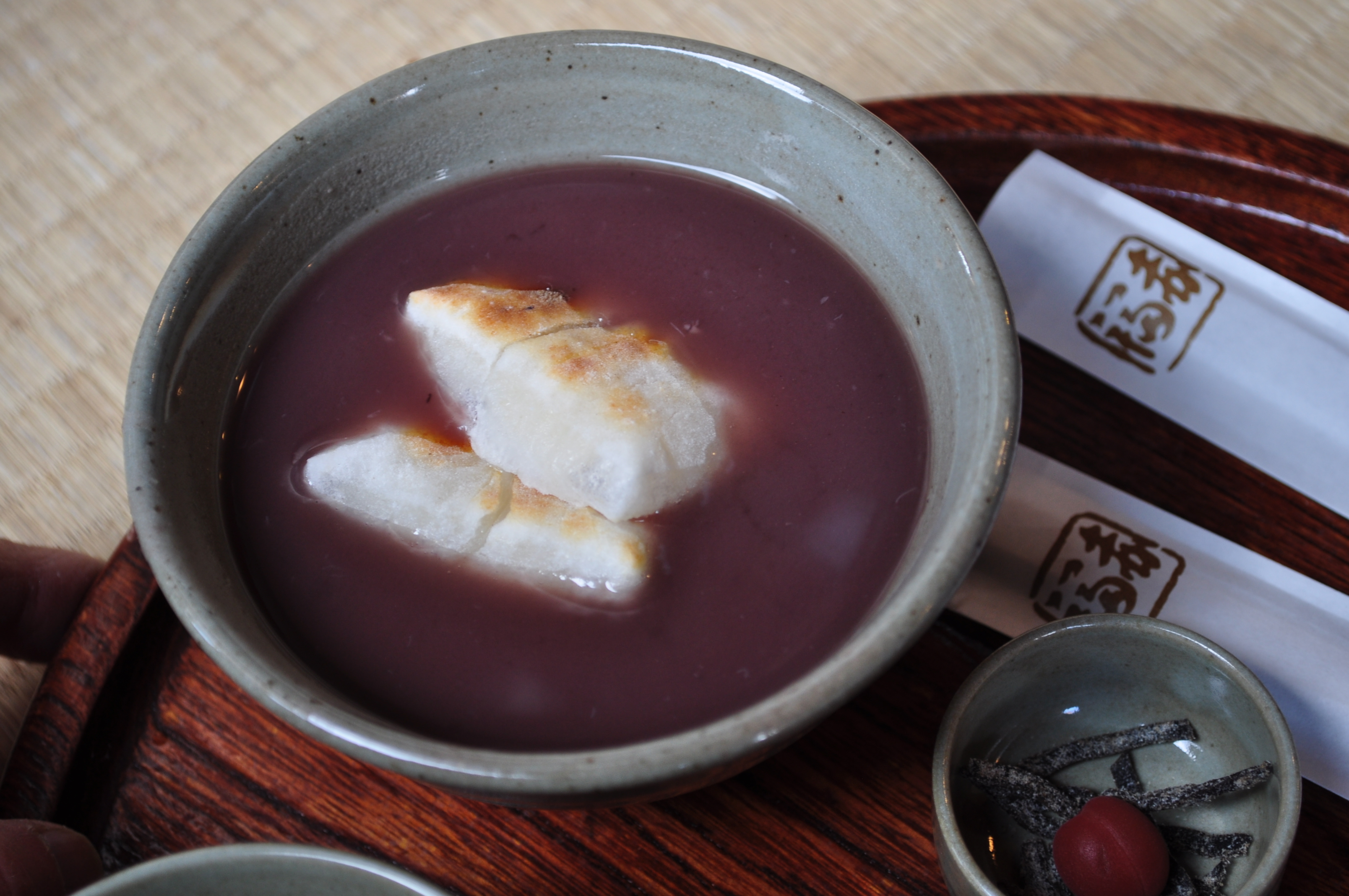
冷やしぜんざい（2014年3月8日撮影）